# Spartathlon

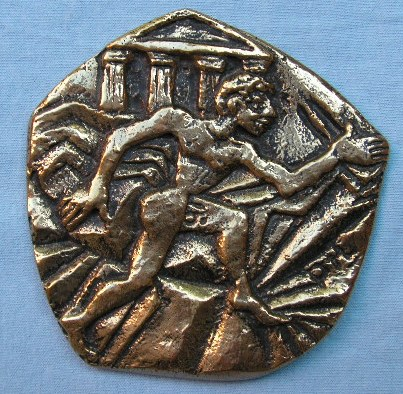
Medaile pro účastníky Spartathlonu

Spartathlon je ultramaratonský závod o délce 246 kilometrů. Od roku 1983 se vždy v září běhá v Řecku mezi Aténami a Spartou.

## Myšlenka závodu
Závod se koná na počest běžce Feidippida, aténského posla. Ten je znám především jako běžec nesoucí zprávu o vítězství Atéňanů nad Peršany z Marathónu do asi 40 km vzdálených Atén, kde údajně po vyčerpávajícím běhu zemřel. Historik Hérodotos, který žil v 5. století př. n. l., tedy nedlouho po bitvě u Marathónu, se však o této události nezmiňuje.
Píše naopak o tom, že Feidippides byl v roce 490 př. n. l. vyslán do Sparty, aby její obyvatele požádal o pomoc v bojích s Peršany. Feidippides podle něj dorazil do Sparty den poté, co opustil Atény. Na základě tohoto tvrzení se do Řecka v roce 1982 vydalo pět příslušníků britské Royal Air Force, aby prozkoumali, zda je možné za den a půl tuto trasu o délce téměř 250 km zvládnout. Třem z nich se to podařilo v časech mezi 34 a 39 hodinami. Následujícího roku se konal první Spartathlon.

## Požadavky na běžce
Zájemci o účast v běhu (pro rok 2019) musí splňovat alespoň jeden z následujících požadavků:

### Mezinárodní závody
- dokončit závod v délce alespoň 100 km za méně než 10 hodin (10:30 ženy)
- uběhnout minimálně 120 km za 12 hodin (110 km ženy)
- dokončit závod na 100 mil (161 km) za méně než 21:00 hod (22 hodin ženy)
- dokončit Western States 100-Mile Endurance Run za méně než 24 hodin (25 hodin ženy)
- uběhnout minimálně 180 km v závodě na 24 hodin (170 km ženy)
- zúčastnit se nonstop závodu na 200–220 km a dokončit jej do 29 hodin (30 hodin ženy)
- dokončit závod UltraBalaton (221 km) za méně než 31 hodin (32 hodin ženy)
- zúčastnit se nonstop závodu delšího než 220 km a dokončit jej do 36 hodin (37 hodin ženy)
- dokončit závod Badwater race za méně než 39 hodin (40 hodin ženy)
- dokončit závod Grand Union Canal Race za méně než 34 hodin (35 hodin ženy)
- dokončit závod Sakura Michi na 250 km za méně než 36 hodin
- dokončit závod Yamaguchi 100 Hagi-O-Kan Maranic na 250 km za méně než 42 hodin (43 hodin ženy)
- uběhnout minimálně 280 km (260 km ženy) v závodě na 48 hodin

### Závody v Řecku
- dokončit Spartathlon za méně než 36 hodin
- dokončit Olympian Race Nemea-Olympia za méně než 28 hodin
- dokončit Euchidios Athlos 107,5 km za méně než 12:30 hodin (13 hodin ženy)
- dokončit Euchidios Hyperathlos 215 km za méně než 32 hodin (33 hodin ženy)
- dokončit „ROUT“ Rodopi Advendurun na 100 mil za méně než 32 hodin (33 hodin ženy)
- dokončit Dolichos Race Delphi-Olympia 255 km za méně než 42 hodin (43 hodin ženy)
- dokončit VFUT Paranesti na 100 mil za méně než 32 hodin (33 hodin ženy)
- dokončt Dromos Athanaton 142 km za méně než 18 hodin (19 hodin ženy)

Z přihlášených závodníků se kvůli velkému zájmu a omezenému počtu startujících losuje. Pokud má závodník alespoň o 20 % vyšší výkonnost, je přijat automaticky bez losování.

## Rekordy tratě
- Držitelem traťového rekordu je řecký závodník Fotis Zisimopoulos. V roce 2023 v 41 letech zaběhl závod za 19:55:09.[2] Do té doby držel traťový rekord po dobu 39 let řecký ultramaratonec Janis Kouros. Času 20:25:00 dosáhl v roce 1984 ve věku 28 let.[3] Zúčastnil se celkem 4 Spartathlonů, 3 vyhrál[3] a zaběhl při nich 3 historicky nejlepší časy. V roce 2005 se rozhodl vydat po stopách Feidippida oběma směry a mimo závod běžel z Atén do Sparty a zpět.
- Ženský rekord drží Američanka Camille Herron, a to 22:35:31. Zaběhla ho v roce 2023 ve věku 41 let.[2]
- V roce 2015 se při 33. ročníku závodu na start postavilo 374 běžců.
- V roce 2014 závod v limitu 36 hodin zvládl dokončit rekordní počet účastníků – 207.

## Čeští závodníci
- Z českých běžců dosáhl nejlepšího času v roce 2017 Radek Brunner. Závod dokončil jako druhý s časem 22:49:37.[4] Tento čas je zároveň historicky 13. nejlepším výkonem běžce na Spartathlonu. V roce 2018 skončil opět druhý, běžel v čase 23:37:25. V roce 2021 byl znova druhý v čase 23:17:49. Na třetím místě za ním tehdy skončil další český běžec Milan Šumný v čase 23:53:19.
- Druhá mezi ženami skončila při svém prvním startu v roce 2018 Kateřina Kašparová, v čase 27:47:16.[5] Druhého nejlepšího času z českých žen dosáhla v roce 2023 Marcela Čadová, a to 31:42:28. Třetího v témže roce Lenka Berrouche, a to 32:26:00.
- Dvakrát běh dokončila Čechoitalka Martina Juda, nejlepšího výkonu dosáhla v roce 2006 – 33:51:46.[6]
- V roce 2011 Daniel Orálek s časem 26:41:44 skončil pátý.[7]
- V roce 2002 závod v čase 32:48:56 absolvoval český vytrvalec Miloš Škorpil. Závod tehdy dokončilo 89 z 240 startujících. Neúspěšně se o něj pokusil v roce 2007.[8]

### Články českých účastníků
- Daniel Orálek –
- Radek Brunner –
- Ondřej Velička –